# Моран Атіас
Моран Атіас (івр. מורן אטיאס, нар. 9 квітня 1981, Хайфа, Ізраїль) — ізраїльська фотомодель і акторка.

## Життєпис
Народилася 9 квітня 1981 в місті Хайфа на півночі Ізраїлю, в родині ізраїльсько-єврейських батьків з Марокко. 
У 15 років з'явилася на молодіжній телевізійній програмі «Поза фокусом» (англ. Out of Focus) в п'ятнадцять років. 
Наміру служити в армії перешкоджав перенесений в 17 років менінгіт. Замість цього вона зайнялася модельним бізнесом в Німеччині, а потім в Італії, де була відкрита Роберто Каваллі і стала його моделлю.
В Італії в 2005-06 роках вона була представницею Мілана в кампаніях по боротьбі з графіті та жорстоким поводженням з тваринами в місті.
Знялася для багатьох журналів по всьому світу, серед яких: Men's Health, Vanity Fair, Cosmopolitan, Maxim.
Знімалася в фільмах: Мати сліз, Загублений світ, Три дні на втечу, Місце злочину: Нью-Йорк, Правила спільного життя, C.S.I.: Місце злочину Маямі, Білі комірці, Тиран, Ординатор.